# مروان حمدي
مروان حمدي المهني (من مواليد 15 نوفمبر 1996) هو لاعب كرة قدم مصري محترف يلعب لصالح نادي الزمالك و‌منتخب مصر لكرة القدم في مركز الهجوم.

## مسيرته الكروية

### الزمالك

#### موسم 2020-2021
في 10 أبريل 2021، سجل مروان حمدي الهدف الثالث للزمالك في الدقيقة 38 من عمر المباراة في شباك تونجيث السنغالي، ضمن منافسات دور المجموعات من بطولة دوري أبطال إفريقيا.
في 17 أغسطس 2021، سجل مروان حمدي مهاجم الزمالك هدفاً في شباك وادى دجلة من ضربة رأس في الدقيقة 59 من المباراة التي أقيمت على ستاد الدفاع الجوى، ضمن منافسات الجولة الحادية والثلاثين لمسابقة الدوري المصري الممتاز. وفاز مروان حمدي مع الزمالك ببطولة الدوري المصري الممتاز وقال بعدها:
| مروان حمدي | بطولة غالية جدًا وإن شاء الله مزيد من البطولات الفترة القادمة، وسعيد بأول لقب لي في ناد كبير مثل الزمالك | مروان حمدي |

## مسيرته الدولية
ظهر لأول مرة مع منتخب مصر لكرة القدم .

## الإنجازات

### الزمالك
- الدوري المصر الممتاز (1): 2020–21

## روابط خارجية
- مروان حمدي  على سكروي